# Нитраты (минералы)
Нитраты — минералы, соли азотной кислоты НNО3.

## Свойства
По структуре и некоторым свойствам (напр., двупреломлению) близки к карбонатам, к классу которых их иногда присоединяют. Родство с карбонатами выражено в изотипии, существующей между нитронатритом и кальцитом, а также — нитрокалитом и арагонитом. Однако как соли весьма сильной кислоты по ряду свойств (особенно весьма высокая растворимость и низкая твёрдость), а также генезису они сильно отличаются от карбонатов, поэтому правильнее выделять их в особый класс.

## Генезис
Образуются нитраты исключительно при экзогенных процессах, часто в связи с разложением органических остатков и деятельностью бактерий, возможно, в результате образования NO2 при грозовых разрядах. Нитраты весьма неустойчивы вследствие очень высокой растворимости и встречаются только в очень сухом климате, например, в пустынях Чили. Наиболее характерны нитраты сильных оснований — натрия и калия.

## Селитры
Частный случай минералов-нитратов, содержат один из моновалентных катионов.